# Nävarna i fickan
Nävarna i fickan (italienska: I pugni in tasca) är en italiensk dramafilm från 1965 i regi av Marco Bellocchio.

## Utmärkelser
Filmen vann Silverleoparden vid Internationella filmfestivalen i Locarno 1965.

## Rollista i urval
- Lou Castel - Alessandro
- Paola Pitagora - Giulia
- Marino Masè - Augusto
- Liliana Gerace - modern
- Pier Luigi Troglio - Leone
- Jenny MacNeil - Lucia